# Corinnomma afghanicum
Corinnomma afghanicum är en spindelart som beskrevs av Roewer 1962. Corinnomma afghanicum ingår i släktet Corinnomma och familjen flinkspindlar.
Artens utbredningsområde är Afghanistan. Inga underarter finns listade i Catalogue of Life.